# جیسون (کشتی)

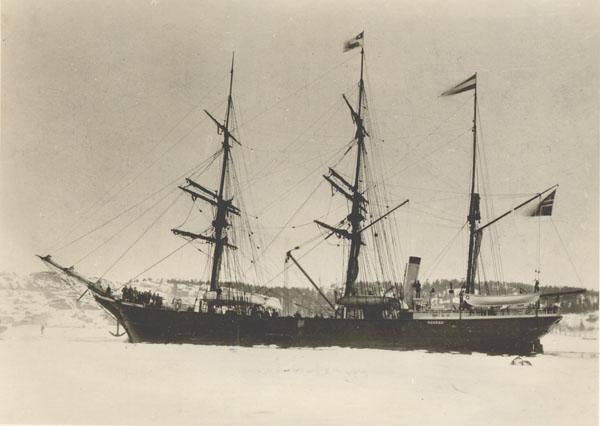
کشتی جیسون در سال ۱۸۸۱

جیسون (کشتی) (به انگلیسی: Jason (ship)) یک کشتی نروژی است که طول آن ۱۴۷ فوت (۴۵ متر) می‌باشد. این کشتی در سال ۱۸۸۱ ساخته شد. این کشتی در یکی از سفرهای اکتشافی به قطب جنوب که توسط کارل آنتون لارسن رهبری می‌شد مشارکت داشت.